# Giuseppe Di Donna
Giuseppe Di Donna, en religion Giuseppe della Vergine (23 août 1901 - 2 janvier 1952), est un prêtre catholique italien, de l'ordre des Trinitaires. Il est connu pour avoir été missionnaire à Madagascar dans les années 1930, avant d'être nommé évêque d'Andria. La cause pour sa béatification étant en cours, l'Église catholique l'a reconnu vénérable.

## Biographie
Giuseppe Di Donna naît à Rutigliano dans une famille aisée. Il est le dernier de neuf enfants. Sa mère, qui a déjà plus de quarante ans, craint pour sa vie et le fait baptiser et consacrer à la Vierge Marie dès le lendemain de sa naissance. Après avoir fait la connaissance d'un religieux trinitaire de passage dans la région, il sent l'appel à la vie religieuse, et c'est à l'âge de onze ans qu'il entre dans l'Ordre des Trinitaires. Il intègre alors la communauté de Palestrina sous le nom de Giuseppe della Vergine. En 1916, il est envoyé au noviciat de Livourne, avant de compléter ses études en théologie et philosophie à Rome. Après son ordination sacerdotale, il devient le professeur des jeunes élèves du collège tenu par les trinitaires. 
Le 4 juin 1926, alors qu'il n'a pas encore 25 ans, il décide de partir avec quatre autres religieux comme missionnaire à Madagascar. Il exerce son apostolat dans la ville de Miarinarivo, où il contribue au développement matériel et spirituel de la région.
C'est pour ces mérites que le pape Pie XII le rappelle en Italie en 1939, lui confiant le diocèse d'Andria. Il reçoit l'ordination épiscopale le 5 mai 1940. Il vient au secours de la population lors des bombardements de la Seconde Guerre mondiale et notamment dans l'après-guerre, participant à la reconstruction physique et spirituelle de la population. Malgré la maladie, il reste à son poste d'évêque jusqu'à sa mort, survenue le 2 janvier 1952.

## Béatification
La cause pour la béatification et la canonisation de Giuseppe Di Donna débute dès le 30 novembre 1956 dans le diocèse d'Andria. L'enquête diocésaine se conclut le 4 juillet 1966, puis est transférée à Rome pour y être étudiée par la Congrégation des rites au Saint-Siège. 
Le 3 juillet 2008, le pape Benoît XVI reconnaît l'héroïcité de ses vertus et le déclare vénérable.